# 戒法寺
戒法寺（かいほうじ）は、東京都品川区にある浄土宗の寺院。

## 概要
1622年（元和8年）、専誉良呑によって開山された。元々は本芝（現・東京都港区芝）に位置していたが、その後、江戸市内を転々とし、一時期は他宗派ながら浄土真宗（西本願寺）の金蔵寺を間借りしていた。1674年（延宝2年）に現在地に移転した。

## 墓所
- 高井蘭山（戯作者）

代表作に『絵本三国妖婦伝』などがある。

## 交通アクセス
- 白金台駅より徒歩8分。